# ブリスベン国際
ブリスベン国際（Brisbane International）は2009年からオーストラリア・ブリスベンのクイーンズランド・テニス・センターにて開催されているWTAツアーのテニストーナメントである。サーフェスは屋外ハードコート、大会グレードは2011年まではインターナショナルシリーズ、2012年からはプレミアに属する。

## 歴史
近年ATP・WTA両協会が推し進めている男女共催大会の増設により誕生した大会の一つで、2008年度まで開催されていた男子のネクストジェネレーション・アデレード国際、女子のモンディアル・オーストラリア女子ハードコート選手権両大会を統合する形で創設された。男子部門は2020年から開催されているATPカップへ移行したため、ブリスベン国際としての開催は2019年大会をもって終了した。本大会の男子シングルスではアンディ・マリー、グリゴール・ディミトロフそれぞれ最多2回の優勝している。

## 大会歴代優勝者

### 女子シングルス
| 年        | 優勝者                 | 準優勝者                         | スコア             |
| --------- | ---------------------- | -------------------------------- | ------------------ |
| 2009      | ビクトリア・アザレンカ | マリオン・バルトリ               | 6-3, 6-1           |
| 2010      | キム・クライシュテルス | ジュスティーヌ・エナン           | 6-3, 4-6, 7-6(8-6) |
| 2011      | ペトラ・クビトバ       | アンドレア・ペトコビッチ         | 6-1, 6-3           |
| 2012      | カイア・カネピ         | ダニエラ・ハンチュコバ           | 6-2, 6-1           |
| 2013      | セリーナ・ウィリアムズ | アナスタシア・パブリュチェンコワ | 6-2, 6-1           |
| 2014      | セリーナ・ウィリアムズ | ビクトリア・アザレンカ           | 6-4, 7-5           |
| 2015      | マリア・シャラポワ     | アナ・イバノビッチ               | 6-7(4-7), 6-3, 6-3 |
| 2016      | ビクトリア・アザレンカ | アンゲリク・ケルバー             | 6-3, 6-1           |
| 2017      | カロリナ・プリスコバ   | アリーゼ・コルネ                 | 6-0, 6-3           |
| 2018      | エリナ・スビトリナ     | アリャクサンドラ・サスノビッチ   | 6-2, 6-1           |
| 2019      | カロリナ・プリスコバ   | レシア・ツレンコ                 | 4-6, 7-5, 6-2      |
| 2020      | カロリナ・プリスコバ   | マディソン・キーズ               | 6-4, 4-6, 7-5      |
| 2021–2023 | 不開催                 | 不開催                           | 不開催             |
| 2024      | エレーナ・リバキナ     | アリーナ・サバレンカ             | 6-0, 6-3           |
| 2025      | アリーナ・サバレンカ   | ポリーナ・クデルメトワ           | 4-6, 6-3, 6-2      |

### 女子ダブルス
| 年        | 優勝者                                                    | 準優勝者                                                      | スコア                |
| --------- | --------------------------------------------------------- | ------------------------------------------------------------- | --------------------- |
| 2009      | アンナ＝レナ・グローネフェルト バニア・キング             | クラウディア・ヤンス アリシア・ロソルスカ                     | 3-6, 7-5, [10-5]      |
| 2010      | アンドレア・フラバーチコバ ルーシー・ハラデツカ           | メリンダ・ツィンク アランチャ・パラ・サントンハ               | 2-6, 7-6(7-3), [10-4] |
| 2011      | アリサ・クレイバノワ アナスタシア・パブリュチェンコワ     | クラウディア・ヤンス アリシア・ロソルスカ                     | 6-3, 7-5              |
| 2012      | ヌリア・リャゴステラ・ビベス アランチャ・パラ・サントンハ | ラケル・コップス＝ジョーンズ アビゲイル・スピアーズ           | 7-6(7-2), 7-6(7-2)    |
| 2013      | ベサニー・マテック＝サンズ サニア・ミルザ                 | アンナ＝レナ・グローネフェルト クベタ・ペシュケ               | 4-6, 6-4, [10-7]      |
| 2014      | アーラ・クドゥリャフツェワ アナスタシア・ロディオノワ     | クリスティナ・ムラデノビッチ ガリナ・ボスコボワ               | 6-3, 6-1              |
| 2015      | マルチナ・ヒンギス ザビーネ・リシキ                       | キャロリン・ガルシア カタリナ・スレボトニク                   | 6-2, 7-5              |
| 2016      | マルチナ・ヒンギス サニア・ミルザ                         | アンゲリク・ケルバー アンドレア・ペトコビッチ                 | 7-5, 6-1              |
| 2017      | ベサニー・マテック＝サンズ サニア・ミルザ                 | エカテリーナ・マカロワ エレーナ・ベスニナ                     | 6-2, 6-3              |
| 2018      | キキ・ベルテンス デミ・シュールス                         | アンドレヤ・クレパーチ マリア・ホセ・マルティネス・サンチェス | 7-5, 6-2              |
| 2019      | ニコール・メリチャー クベタ・ペシュケ                     | 詹皓晴 ラティシア・チャン                                     | 6-1, 6-1              |
| 2020      | 謝淑薇 バルボラ・ストリコバ                               | アシュリー・バーティ キキ・ベルテンス                         | 3-6, 7-6(9-7), [10-8] |
| 2021 2023 | Not held                                                  | Not held                                                      | Not held              |
| 2024      | Lyudmyla Kichenok Jeļena Ostapenko                        | Greet Minnen Heather Watson                                   | 7-5, 6-2              |
| 2025      | ミラ・アンドレーワ Diana Shnaider                         | Priscilla Hon Anna Kalinskaya                                 | 7-6(8-6), 7-5         |

### 男子シングルス
| 年        | 優勝者                   | 準優勝者                     | スコア             |
| --------- | ------------------------ | ---------------------------- | ------------------ |
| 2009      | ラデク・ステパネク       | フェルナンド・ベルダスコ     | 3-6, 6-3, 6-4      |
| 2010      | アンディ・ロディック     | ラデク・ステパネク           | 7-6(7-2), 7-6(9-7) |
| 2011      | ロビン・セーデリング     | アンディ・ロディック         | 6-3, 7-5           |
| 2012      | アンディ・マリー         | アレクサンドル・ドルゴポロフ | 6-1, 6-3           |
| 2013      | アンディ・マリー         | グリゴール・ディミトロフ     | 7-6(7-0), 6-4      |
| 2014      | レイトン・ヒューイット   | ロジャー・フェデラー         | 6-1, 4-6, 6-3      |
| 2015      | ロジャー・フェデラー     | ミロシュ・ラオニッチ         | 6-4, 6-7(2-7), 6-4 |
| 2016      | ミロシュ・ラオニッチ     | ロジャー・フェデラー         | 6-4, 6-4           |
| 2017      | グリゴール・ディミトロフ | 錦織圭                       | 6-2, 2-6, 6-3      |
| 2018      | ニック・キリオス         | ライアン・ハリソン           | 6-4, 6-2           |
| 2019      | 錦織圭                   | ダニール・メドベージェフ     | 6-4, 3-6, 6-2      |
| 2020–2023 | 不開催                   | 不開催                       | 不開催             |
| 2024      | グリゴール・ディミトロフ | ホルガ・ルーネ               | 7-6(7-5), 6-4      |
| 2025      | イジー・レヘチカ         | ライリー・オペルカ           | 4-1 途中棄権       |

### 男子ダブルス
| 年   | 優勝者                                            | 準優勝者                                      | スコア                |
| ---- | ------------------------------------------------- | --------------------------------------------- | --------------------- |
| 2009 | マルク・ジケル ジョー＝ウィルフリード・ツォンガ   | フェルナンド・ベルダスコ ミーシャ・ズベレフ   | 6-4, 6-3              |
| 2010 | ジェレミー・シャルディー マルク・ジケル           | ルーカス・ドロウヒー リーンダー・パエス       | 6-3, 7-6(7-5)         |
| 2011 | ルーカス・ドロウヒー ポール・ハンリー             | ロベルト・リンドステット ホリア・テカウ       | 6-4, 途中棄権         |
| 2012 | マックス・ミルヌイ ダニエル・ネスター             | ユルゲン・メルツァー フィリップ・ペッシュナー | 6-1, 6-2              |
| 2013 | マルセロ・メロ トミー・ロブレド                   | エリック・ブトラック ポール・ハンリー         | 4-6, 6-1, [10-5]      |
| 2014 | マリウシュ・フィルステンベルク ダニエル・ネスター | フアン・セバスチャン・カバル ロベルト・ファラ | 6-7(4-7), 6-4, [10-7] |
| 2015 | ジェイミー・マリー ジョン・ピアース               | アレクサンドル・ドルゴポロフ 錦織圭           | 6-3, 7-6(7-4)         |
| 2016 | ヘンリ・コンティネン ジョン・ピアース             | ジェームズ・ダックワース クリス・グッチョーネ | 7-6(7-4), 6-1         |
| 2017 | タナシ・コッキナキス ジョーダン・トンプソン       | ジレ・ミュラー サム・クエリー                 | 7-6(9-7), 6-4         |
| 2018 | ヘンリ・コンティネン ジョン・ピアース             | レオナルド・マイエル オラシオ・セバジョス     | 3-6, 6-3, [10-2]      |
| 2019 | マーカス・ダニエル ウェスリー・クールホフ         | ラジーブ・ラム ジョー・ソールズベリー         | 6-4, 7-6(8-6)         |